# Pałac w Sośnicowicach
Pałac w Sośnicowicach – pałac znajdujący się  przy ulicy Kozielskiej w Sośnicowicach, w województwie śląskim.

## Historia
Późnobarokowy budynek został wzniesiony w 1755 r. przez Karola Józefa von Hoditza, na fundamentach średniowiecznego zamku. W pobliżu pałacu znajduje się  park krajobrazowy. Zbudowany z cegły. Wewnątrz zdobiony dekoracjami w stylu regencji i wczesnego rokoka. Od 1965 r. znajduje  się w nim Dom Pomocy Społecznej "Ostoja". 

## Galeria

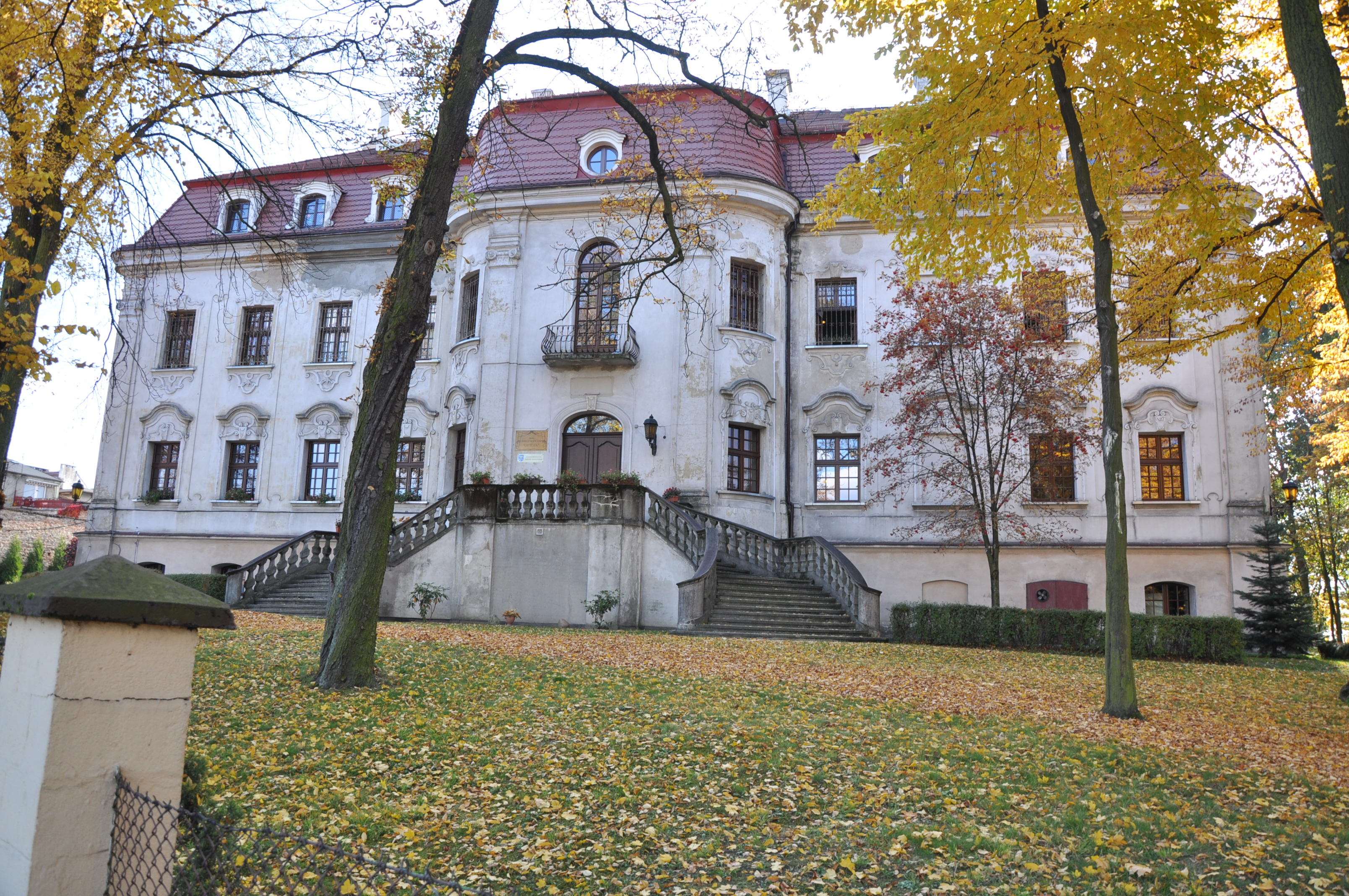
Pałac od strony północnej
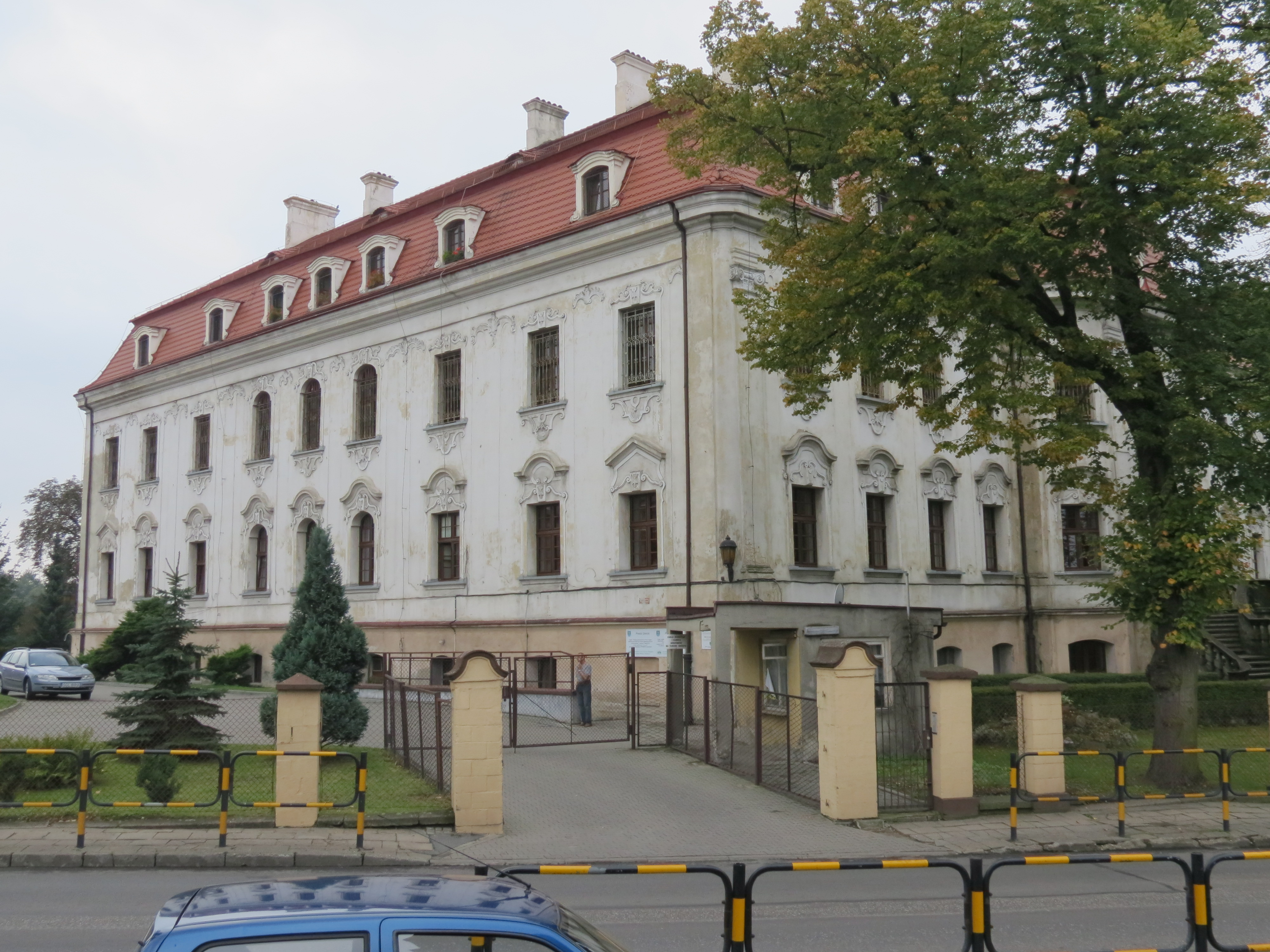
Pałac od strony północno-zachodniej
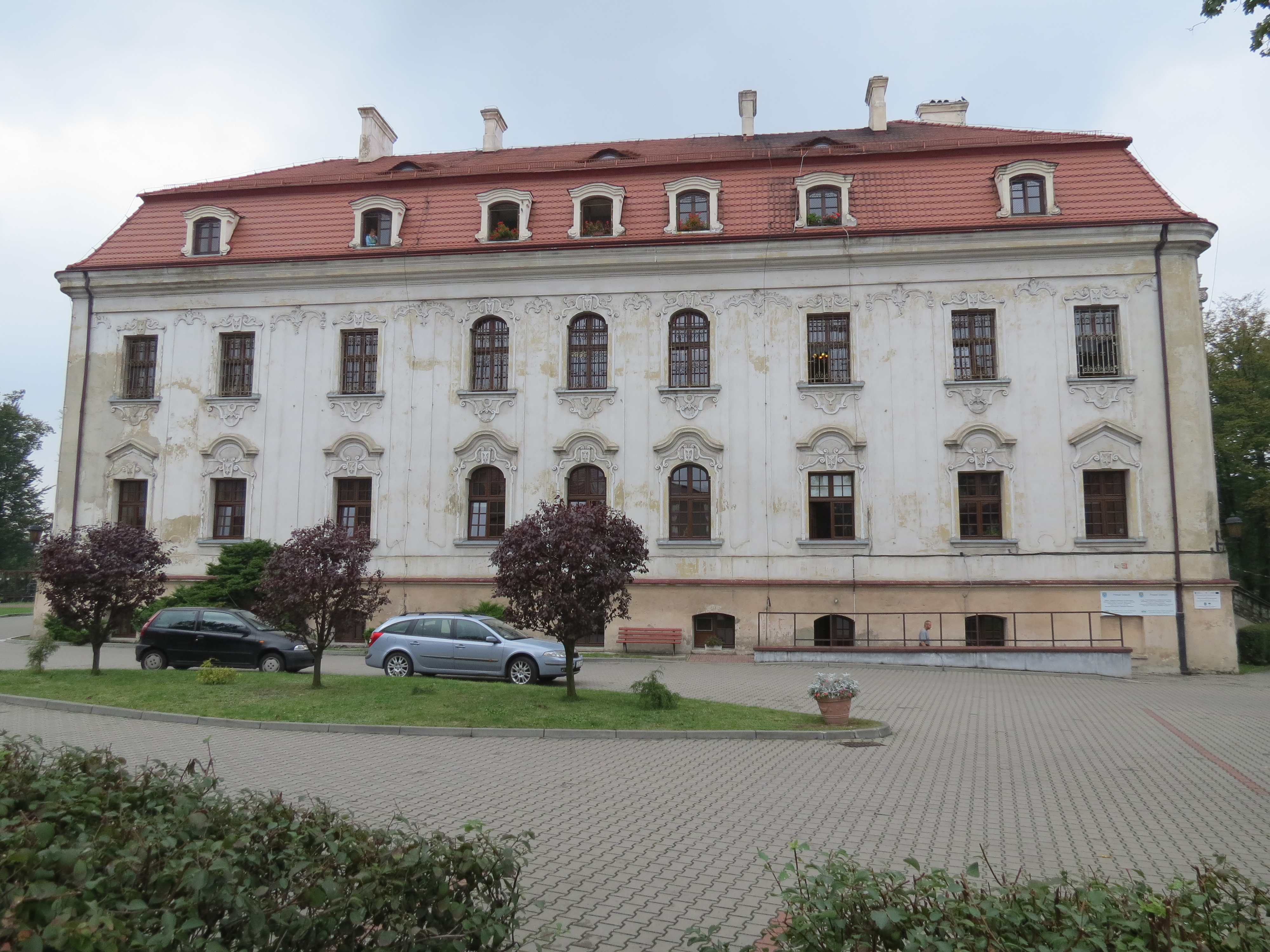
Pałac od strony wschodniej
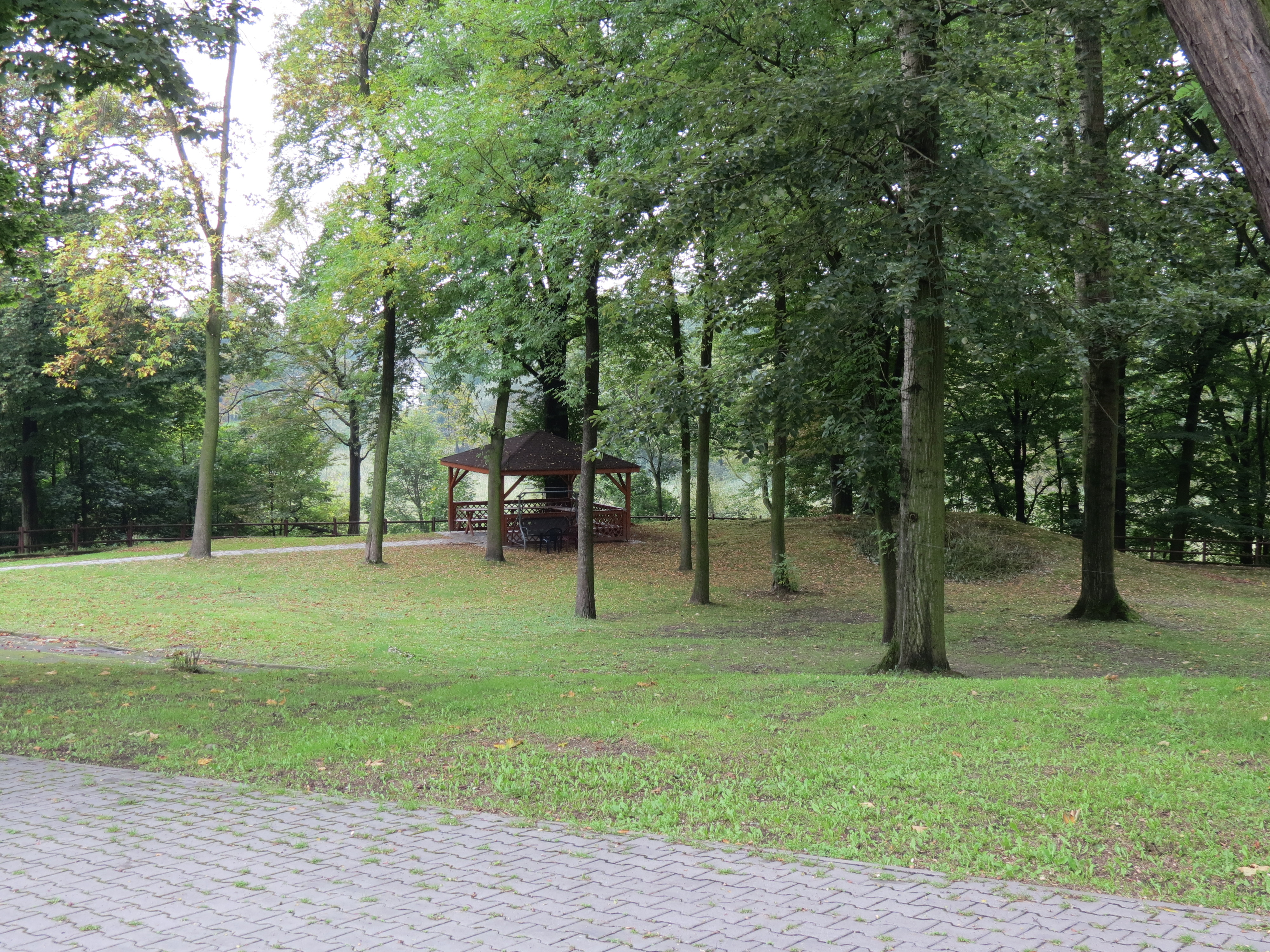
Park